# JRホテルクレメント徳島
JRホテルクレメント徳島（ジェイアールホテルクレメントとくしま）は徳島県徳島市にある、JR四国ホテルグループのホテル。

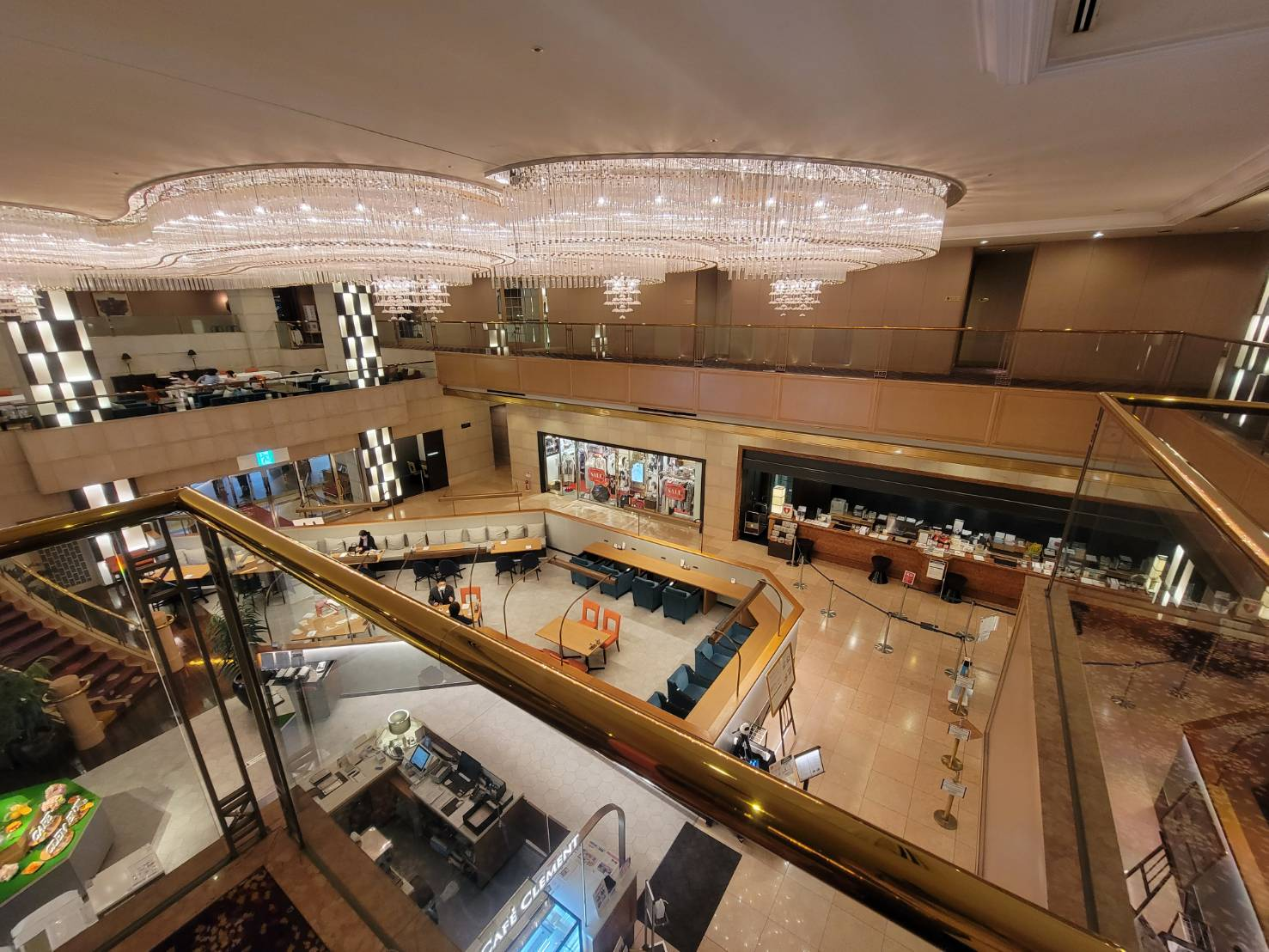
商業棟入口付近からロビー俯瞰

運営会社は株式会社JR四国ホテルズ（2016年6月30日まではジェイアール四国ホテル開発、2015年3月31日までは徳島ターミナルビル株式会社）。2011年4月1日からは、阪急阪神第一ホテルグループにも加盟している。

## 概要
JR徳島駅に直結する県内最大規模のシティホテル。駅ビル・徳島駅クレメントプラザの西側部分が当ホテルである。近隣にはアミコビルや徳島名店街といった商業施設が集積する。高さは73mあり、徳島県内で最も高い。開業時の名称はホテルクレメント徳島（2017年3月31日に現名称に変更）。

## 施設概要
- 客室数 - 250室
- 宴会場 - 12室（最大1500名収容）